# Mogneville
Mogneville település Franciaországban, Oise megyében. Lakosainak száma 1495 fő (2022. január 1.). Mogneville Liancourt, Monchy-Saint-Éloi, Angicourt, Cauffry és Verderonne községekkel határos.

## Népesség
A település népességének változása:
| Lakosok száma | 1514 | 1550 | 1602 | 1515 | 1494 | 1474 | 1467 | 1490 | 1495 |
|               | 2013 | 2015 | 2016 | 2017 | 2018 | 2019 | 2020 | 2021 | 2022 |